# Magnus Öhman
Erik Magnus Öhman, född 4 maj 1860 i Skellefteå, död 2 februari 1912 i Helsingborg, var en svensk väg- och vattenbyggnadsingenjör.
Öhman avlade mogenhetsexamen 1878, avlade examen från Kungliga Tekniska högskolan 1883 och examen för inträde i Väg- och vattenbyggnadskåren 1888. Han blev löjtnant i nämnda kår 1889, kapten 1899 och major 1902. Han var biträdande ingenjör i övre norra väg- och vattenbyggnadsdistriktet 1883–1884, anställd vid Stora Rörs hamnbyggnad 1885–1886 och vid Statens järnvägsbyggnader 1887, tekniskt biträde i Väg- och vattenbyggnadsstyrelsen 1887–1889 och 1892–1894, arbetschef vid Lidköpings hamn- och brobyggnader 1889–1893, distriktsingenjör i västra distriktet 1894–1902, kontrollerande ingenjör vid Kinnekulle–Lidköpings järnvägsbyggnad 1896–1898 samt blev distriktschef i övre norra väg- och vattenbyggnadsdistriktet 1902 och i södra distriktet från 1908. Han var arbetschef och undersökningsförrättare vid väg-, bro-, hamn-, kanal-, farleds- och flottledsbyggnader. Öhman är gravsatt vid Norra krematoriet på Norra begravningsplatsen utanför Stockholm.